# موجة دائمة

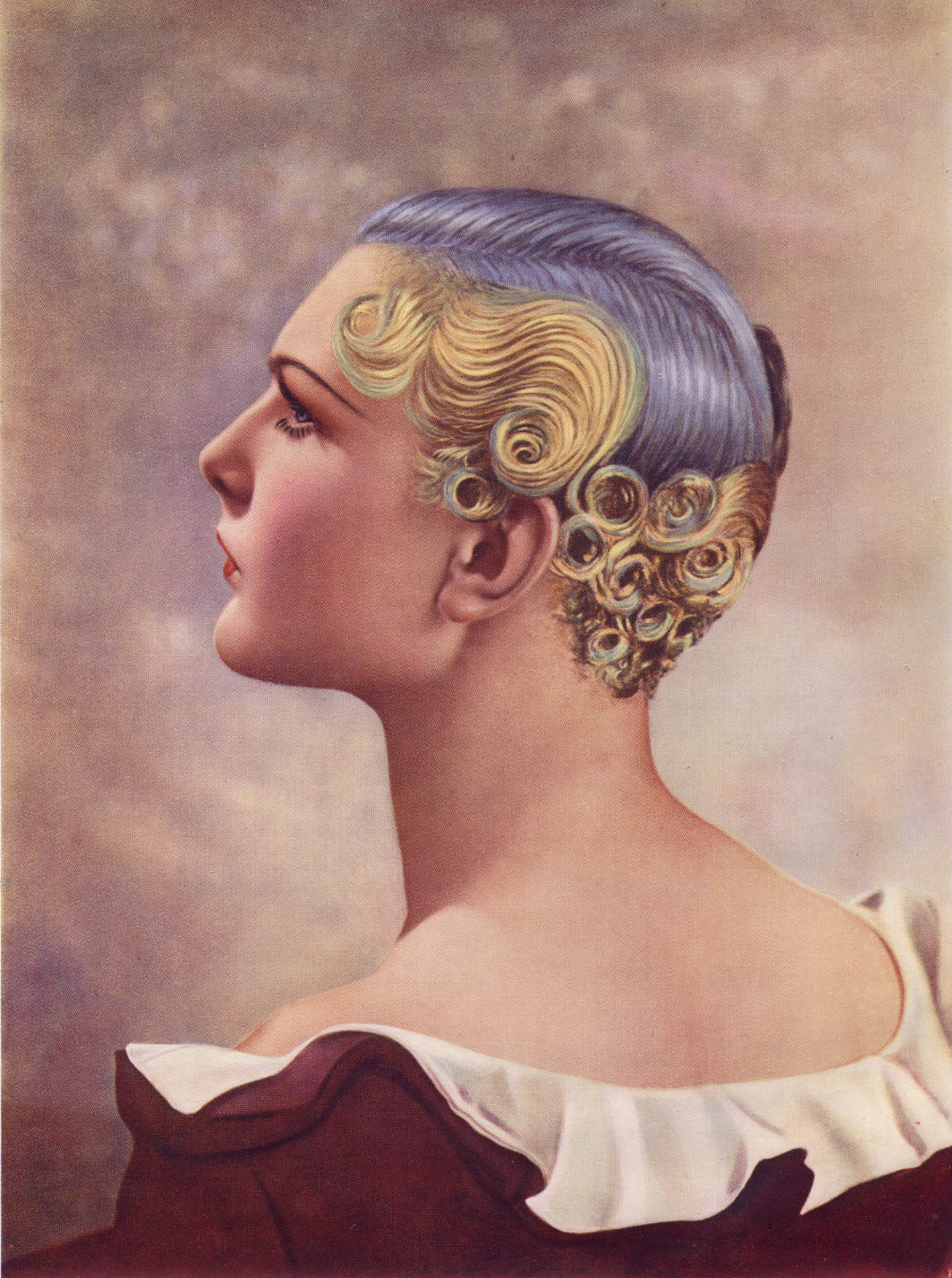
مثال عن موجة دائمة

الموجة الدائمة, أو ما يطلق عليها تجعد, هي معالجة الشعر كيميائياً بمنتجات التجعيد.
ويمكن استخدام نفس الكيماويات أيضا للأشخاص الذين عندهم تجعد طبيعي و/أو شعر إفريقي. وذلك عن طريق منتجات تسوية التجعدات.

## أنواع التجعدات
يتم تقييم منتجات تجعيد الشعر عن طريق أس هيدروجيني, توجد مجعدات قاعدية وتستخدم للشعر القوي، ويتم إستخدامهم في درجة حرارة الغرفة، وغالبا ما تحتوى هذه المنتجات على ثيوغليكولات الأمونيوم Ammonium thioglycolate. ولها pH من 9-10. 
المجعدات الحامضية وتستخد للشعر الناعم، ويتطلب استخدامها حرارة لتكون مؤثرة، وغالبا ما تحتوى على غليسريل مونو ثيوغليكولات، ولها pH من 6.5-8.2.